# بقية جزيرية
بقية جزيرية أو زهرة البق الجزيرية (الاسم العلمي: Coreopsis insularis) هو نوع نباتي يتبع جنس البقية من فصيلة النجمية.